# Renán Benguché
Renán Benguché (n. Olanchito, Honduras; 19 de octubre de 1973) es un exfutbolista hondureño. Es considerado entre los mayores ídolos de la historia del Victoria.

## Selección nacional
Fue internacional con la Selección de fútbol de Honduras en seis ocasiones y convirtió 3 goles. Disputó las Eliminatorias para el Mundial de Francia 1998 y la Copa UNCAF 1999.

## Clubes
| Club     | País     | Año         | Goles |
| -------- | -------- | ----------- | ----- |
| Victoria | Honduras | 1992 - 2001 | 33    |

## Palmarés

### Campeonatos nacionales
| Título                    | Club     | País     | Año  |
| ------------------------- | -------- | -------- | ---- |
| Liga Nacional de Honduras | Victoria | Honduras | 1994 |